# SFL Bremerhaven
SFL Bremerhaven ist ein Sportverein aus dem Bremerhavener Stadtteil Leherheide. Die erste Fußballmannschaft spielte ein Jahr in der damals drittklassigen Oberliga Nord.

## Geschichte
Am 10. Januar 1975 fusionierten die SG Leherheide und der TuS Eintracht Bremerhaven zum Verein Sport-Freizeit Leherheide, kurz SFL Bremerhaven. Die SG Leherheide entstand 1911 als SpVgg Leherheide durch Abspaltung von der Leher Turnerschaft. Die SpVgg wurde 1933 von den Nationalsozialisten verboten und 1945 als SG Leherheide wieder gegründet. Der TuS Eintracht Bremerhaven wurde 1964 gegründet.

### Fußball
1974 war die SG Leherheide erstmals in die damals viertklassige Landesliga Bremen aufgestiegen. Vier Jahre später übernahm der ehemalige Zweitligaspieler Lothar Lazar das Traineramt und führte seine Mannschaft prompt zum Aufstieg in die Verbandsliga. Mit zahlreichen ehemaligen Spielern des OSC Bremerhaven sowie dem polnischen Nationalspieler Bohdan Masztaler wurde SFL auf Anhieb Meister, erreichte in der Aufstiegsrunde nur gegen Eutin 08 einen Sieg. Zwei Jahre später erreichten die Leherheider ihre zweite Bremer Meisterschaft, konnten in der Aufstiegsrunde nur einen Sieg gegen den späteren Aufsteiger Olympia Wilhelmshaven erzielen.
Erst mit der dritten Bremer Meisterschaft gelang 1988 auch der Sprung in die Oberliga Nord. Am letzten Spieltag konnte sich SFL mit einem 2:1-Sieg beim bis dato punktgleichen Konkurrenten VfB Lübeck durchsetzen. Die Medien bezeichneten die Mannschaft als „Aufsteiger, der vom Himmel fiel“. Die Oberliga Nord war für die Bremerhavener eine Nummer zu groß. Ohne Heimsieg und mit nur 21 erzielten Toren wurde 1988/89 der Klassenerhalt verfehlt. 1992 wurde SFL zum vierten Mal Bremer Meister, verpasste als Dritter der Aufstiegsrunde den Wiederaufstieg. Nach vielen Jahren im Mittelfeld der Verbandsliga musste die Mannschaft 1992 in die Landesliga Bremen absteigen und verabschiedete sich im Jahre 2005 in die Bezirksliga Bremerhaven. Ab der Saison 2014/15 spielt die Mannschaft wieder in der Landesliga Bremen. In der Saison 2017/18 wurden die "Heidjer" Vizemeister der Landesliga und stieg in die Bremen-Liga auf. Nach der Saison 2021/22 zog sich der Verein aus der Bremen-Liga zurück, obwohl er mit Platz 10 sportlich die Klasse gehalten hätte.

### Basketball
Die Basketballabteilung von SFL Bremerhaven bildete ab 1991 zusammen mit den Basketballern des OSC Bremerhaven die Spielgemeinschaft BSG Bremerhaven. Seit 2001 tritt die Mannschaft als Eisbären Bremerhaven an und spielte von 2005 bis 2019 in der Bundesliga.